# 베슬리 스네이더르
베슬리 스네이더르(네덜란드어: Wesley Sneijder ˈʋɛsli ˈsnɛi̯dər[*], 1984년 6월 9일 ~ )는 네덜란드의 은퇴한 축구 선수로, 포지션은 미드필더다. 그는 2010년에 UEFA 올해의 미드필더로 지명된 바 있으며, 같은 해 FIFA로부터 FIFPro 최고의 미드필더 3인에 들기도 했다. 아약스 유소년팀 출신으로, 아약스에서 활약하며 4번의 우승을 거두었고, 2004년에 요한 크라위프 상을 받았었다. 2007년, 그는 레알 마드리드로 €27M에 매각되어 첫 시즌에 라 리가를 우승하기도 했으나, 얼마 지나지 않아 인테르나치오날레로 €15M에 또 매각되었다. 인테르나치오날레에서는 세리에 A, UEFA 챔피언스리그, FIFA 클럽 월드컵, 그리고 2번의 코파 이탈리아를 우승했다. 2013년 겨울에는 갈라타사라이로 €7.5M에 둥지를 옮겨 반 시즌 안에 소속팀이 쉬페르리그를 우승할 수 있게 도왔으며 이어지는 TFF 쉬페르쿠파에서도 숙적 페네르바흐체를 1-0으로 이기고 우승할 수 있도록 도왔다.
스네이더르는 네덜란드의 다양한 연령대의 청소년 국가대표팀 출전 경험을 가지고 있다. 그는 2003년 4월, 18세의 나이로 네덜란드 국가대표팀 선수로 데뷔한 이래 2006년, 2010년, (이 대회에서 네덜란드는 결승전에서 0-1로 석패하였다.) 그리고 2014년 FIFA 월드컵 출전 경험을 지니고 있고, 2004년, 2008년, 그리고 2012년에는 UEFA 유럽 축구 선수권 대회에 참가하기도 했다. 개인적으로, 그는 2010년에 브론즈 부트, 실버볼을 획득했었고, UEFA 유로 2008과 2010년 FIFA 월드컵에서 대회의 팀에 이름을 올렸고, 오라녜가 참가한 이 두 대회의 11번 경기들 중 6번이나 경기의 최우수 선수로 선정되었었다. 134경기 출전으로, 그는 네덜란드 축구 국가대표팀에서 가장 많은 출전 기록을 보유하고 있다. 그 뒤로는 에드빈 판 데르 사르가 2번째로 가장 많은 출전 기록을 보유하고 있다.

## 구단 경력

### 아약스

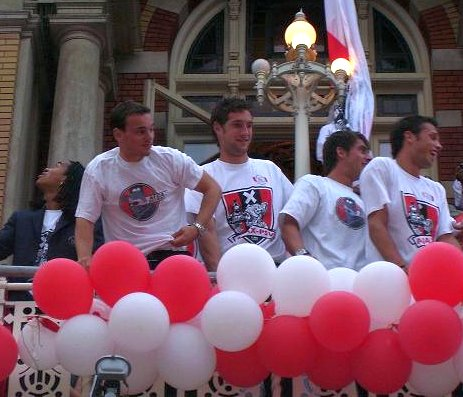
KNVB컵 우승 축하행사의 스네이더르 (왼쪽에서 두 번째) 와 아약스 팀원들

스네이더르는 아약스의 명성 높은 유소년 아카데미에서 축구를 시작하였다. 형이 지나간 길을 따라, 그는 아약스 1군에 처음에는 임시 계약을 맺었으나, 구단 관계자들에게 충분히 인상을 주어 정식 계약을 체결했다. 그는 로날트 쿠만이 지휘봉을 잡던 2002년 12월 22일, 부상으로 주전 선수단이 궤멸된 와중에 당시 아약스 유소년팀의 감독인 다니 블린트의 추천으로 2-0으로 이긴 엑셀시오르와의 경기에 처음으로 차출되었으나 벤치를 지켜야 했다. 2003년 2월 3일, 스네이더르는 빌럼 II를 상대로 아약스 공식 데뷔전을 치렀고, 이 경기에서 팀은 6-0 대승을 거두었다. 그는 짧은 시일 내에 1군에서 주전으로써의 지위를 굳혔고, 2003년 4월 23일 밀란과의 UEFA 챔피언스리그 8강전에서는 선발로 출전하였다.
2013년 3월 5일, 4-1로 이긴 흐로닝언과의 KNVB컵 경기에서는 아약스에서의 첫 골을 기록하였다. 4월 13일, 브레다와의 경기에서는 에레디비시 첫 골을 넣었고, 팀은 3-0으로 이겼다. 그는 이후 로다, 발베이크, 그리고 더 흐라프스합을 상대로 3번 더 득점하였다. 그 다음 시즌에는, 리그에서 9번 골을 넣었고, 아약스는 2003-04 시즌 에레디비시 우승을 거두었다. 스네이더르는 시즌동안의 활약으로 네덜란드 최우수 신인 선수에게 주어지는 요한 크라위프 상을 받았다.
2005년 9월 14일, 그는 스파르타 프라하와의 UEFA 챔피언스리그 조별 리그 경기에서 처음으로 유럽 최고 클럽 대항전의 득점을 기록하였다. 아약스는 툰전에서 스네이더르가 또다시 득점하여 4-2 승리에 일조한 덕에 그 시즌의 토너먼트전에 진출할 수 있었다.
2006년 5월 7일, 스네이더르는 PSV를 상대로 로테르담의 더 카위프에서 벌어진 KNVB컵 2005-06 결승전에 선발로 출전에 클라스-얀 휜텔라르의 선제골을 도와 2-1 승리에 일조하였다.
2006-07 시즌, 스네이더르는 에레디비시에서만 18골을 기록하였고, 도합 20골을 넣었다. 2007년 5월 6일, 스네이더르는 KNVB컵 결승전에 또다시 선발로 출전했지만 소속팀이 AZ에게 승부차기 끝에 패하는 것을 막지 못했다.
2007년 8월 12일, 아약스는 공식 홈페이지를 통해 스네이더르를 €27M에 레알 마드리드로 매각하는 것으로 합의하였고, 네덜란드 선수로는 두번째로 높은 이적료를 기록했다.

### 레알 마드리드

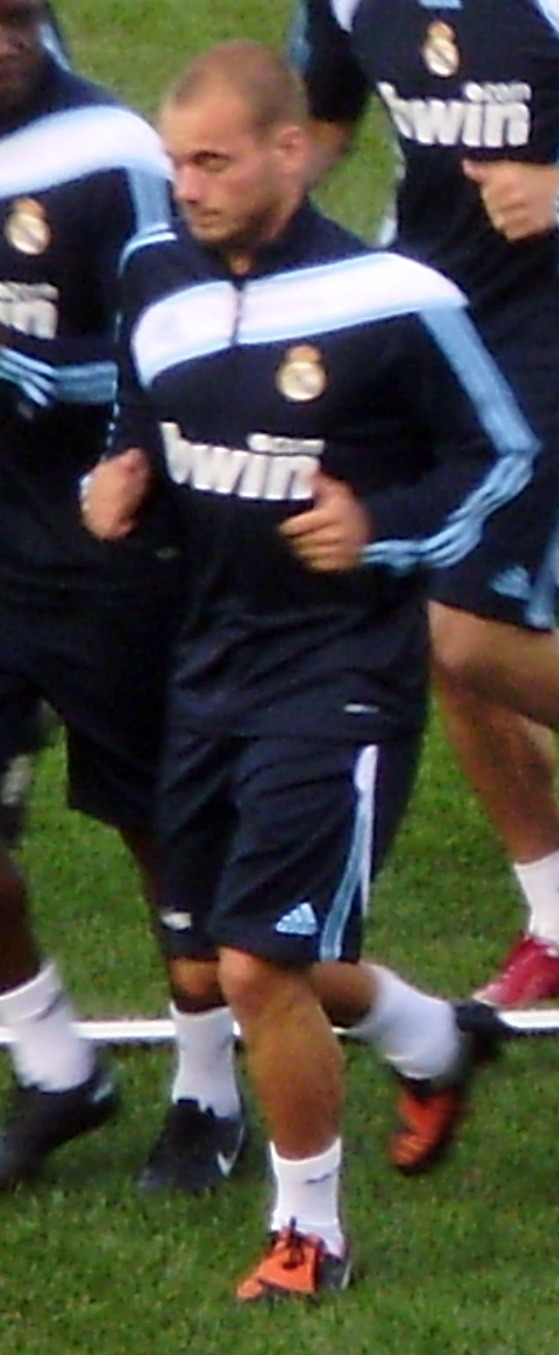
레알 마드리드 훈련의 스네이더르

스네이더르는 로이스톤 드렌터와 아르연 로번과 더불어 레알 마드리드가 2007-08 시즌을 앞두고 영입한 3명의 네덜란드 선수들 중 2번째였다. 그는 레알 마드리드에서 4시즌간 활약하다 떠나면서 공석이 된 데이비드 베컴의 등번호인 23번을 가져갔다. 그가 레알 마드리드 선수로 처음 출전한 라 리가 경기는 아틀레티코 마드리드와의 마드리드 더비 경기로, 이 경기에서 결승골의 주인공이 되었다. 2번째 경기의 상대는 비야레알이었고, 이 경기에서는 무려 2골을 기록하였는데, 이들 중 하나는 그의 특기였던 직접 프리킥으로 득점한 것이었다. 스네이더르는 시즌 마지막 경기인 레반테와의 산티아고 베르나베우 홈경기에서 절묘한 프리킥으로 라 리가의 시즌 9호골을 성공시켰고, 소속팀 레알 마드리드가 리그 정상을 방어해 스페인에서의 첫 시즌을 알차게 마쳤다.
2008년 8월 3일, 스네이더르는 아스널과의 프리시즌 친선전에서 아부 디아비와 충돌한 후 십자 인대 부상이 의심되어 들것에 실려나갔었다. 스네이더르는 MRI 검사를 받았고, 부상의 경과가 처음에 걱정한 것에 비해 나쁘지 않은 것으로 결론이 지어졌다. 그러나, 그는 최소 3달간 활동이 불가능 할 것으로 예상되었다. 그러나, 그는 시간에 맞추어 완쾌하였고, 토리노에서 유벤투스와의 챔피언스리그 경기에 선발로 나갔다.
2008년 9월 2일, AS지에 의하면 호비뉴가 맨체스터 시티에 €42M으로 팔려가면서, 스네이더르가 등번호를 공석이 된 레알 마드리드의 10번을 달 것이라 보도했다. 다음날, 레알 마드리드는 공식 홈페이지에 스네이더르가 등번호 10번을 달 것임을 기재하였다. 그가 전에 사용하던 등번호 23번은 네덜란드 국가대표팀 동료이자 전 아약스 팀동료이자 등번호 23번을 선호하던 라파엘 판 데르 파르트가 달게 되었다.

### 인테르나치오날레

#### 2009-10 시즌
2009년 8월 27일, 인테르나치오날레는 레알 마드리드로부터 €15M에 스네이더르를 사들였다. 그는 등번호 10번을 받은 뒤 계약을 체결한 바로 다음 날에 현장에 뛰어들었고, 밀란과의 밀라노 더비 4-0의 승리를 안겨다주며 즉각적으로 팀 분위기를 전환시켰다. 2009년 10월 3일, 그는 2-1로 이긴 우디네세와의 경기에서 92분에 이탈리아 무대 첫 골을 넣었다. 2009년 10월 24일, 카타니아를 상대로 자신의 장기인 직접 프리킥으로 또 한골을 득점했고, 인테르나치오날레에서의 첫 챔피언스리그 경기 득점은 디나모 키예프와의 조별 리그 경기에서 터졌고, 그가 터뜨린 89분 결승골로 인테르나치오날레는 디나모 키예프에게 짜릿한 2-1 역전승을 거두었다. 이후, 그는 리보르노와의 코파 이탈리아 경기에서 절묘한 프리킥으로 한골을 추가하였다.
2010년 1월 9일, 그는 시에나를 상대로 프리킥을 두번 넣었고, 인테르나치오날레는 4-3으로 이겼다. 1월 24일, 그는 밀라노 더비에서 즉시 퇴장의 대상이 되었다. 4월 6일, 스네이더르는 CSKA 모스크바와의 UEFA 챔피언스리그 8강전에서 6분만에 프리킥 골을 성공시켰고, 팀은 합계 2-0 승리로 다음 라운드에 진출하였다. 4월 20일, 그는 전 시즌 우승팀 바르셀로나와의 준결승 1차전 경기에서 팀의 동점골을 기록하였다. 그는 디에고 밀리토의 패스를 받은 뒤 오른 발로 강하게 차 넣어 승부를 원점으로 되돌렸다. 인테르나치오날레는 1차전을 3-1 완승으로 끝냈고, 합계 3-2로 결승전에 오르게 되었다. 스네이더르는 완벽한 패스를 배급하고 장거리에서도 득점을 성공시켰기 때문에 언론으로부터 "스나이퍼"라는 찬사를 받았다.
5월 22일, 인테르나치오날레는 챔피언스리그 결승전에서 바이에른 뮌헨을 2-0으로 완파하고 우승을 거두었다. 두 골 모두 디에고 밀리토의 발 끝에서 나왔고, 두 번의 득점 순간 모두 스네이더르가 밀리토에게 공을 건내 준 것이었다. 챔피언스리그 우승으로 인테르나치오날레는 앞서 코파 이탈리아와 세리에 A에서 우승을 거두었기 때문에 2009-10 시즌에 트레블을 달성하였다.

#### 2010-11 시즌
2010년 8월 21일, 인테르나치오날레는 2010-11 시즌을 로마와의 수페르코파 이탈리아나 경기에서 3-1로 이겨 우승하는 것으로 시작했다. 8월 26일, 스네이더르는 UEFA에 의해 UEFA 챔피언스리그 2009-10의 최우수 미드필더로 선정되었다. 그 다음날, 인테르나치오날레는 모나코의 스타드 루이 II에서 열린 2010년 UEFA 슈퍼컵에서 UEFA 유로파리그를 우승한 아틀레티코 마드리드에게 패하였다. 9월 14일, 그는 2-2로 비긴 트벤터와의 챔피언스리그 경기에서 시즌 1호골을 득점하였고, 9월 29일에 주세페 메아차에서 벌어진 베르더 브레멘과의 다음 챔피언스리그 조별 리그 경기에서 1골을 추가하여, 팀의 4-0 대승에 일조하였다. 10월 26일, 스네이더르는 2010년 FIFA 발롱도르 후보로 이름을 올렸지만, 상은 나중에 바르셀로나의 리오넬 메시가 가져갔다. 10월 28일, 스네이더르는 인테르나치오날레와의 계약을 5년 연장해 2015년까지 구단에 남게 되었다. 인테르나치오날레는 챔피언스리그 A조에서 2위를 차지해 전 시즌 결승전에서 만났던 바이에른 뮌헨을 16강전에서 대면하게 되었다. 1차전에서 스네이더르와 팀은 주세페 메아차에서 무기력하게 마리오 고메스에게 결승골을 실점해 패하였다. 2011년 3월 15일, 스네이더르는 알리안츠 아레나에서 열린 2차전에서 팀의 반전을 이끌어냈고, 63분에 득점에 성공하여, 이로써 3-2 승리를 거두었고, 합계 3-3으로 더 많은 원정 골을 득점해 인테르나치오날레가 8강에 올랐고, 독일의 샬케 04와 붙게 되었다. 그러나, 팀은 8강 1차전에서 샬케 04에게 2-5로 대패하였고, 스네이더르는 2차전에도 출전해 승부를 원점으로 돌리는데 시도했으나, 결국 1-2, 합계 3-7로 패해 탈락하였다.

### 갈라타사라이
계약 경신과 관련된 이유로 인테르나치오날레에서 입지가 좁아진 스네이더르는 2013년 1월 20일에 터키의 거함 갈라타사라이와 €7.5M에 3년 반짜리 계약을 맺었다. 구단 공식 홈페이지에 스네이더르의 도착 예정 시각이 기재되자 시간에 맞추어 수천명의 갈라타사라이 팬들이 네덜란드 국가대표를 이스탄불 아타튀르크 공항에서 맞이해 주었다. 스네이더르는 1월 21일, 갈라타사라이의 홈구장인 튀르크 텔레콤 아레나에서 공식 계약서에 서명하였다. 갈라타사라이의 전설 게오르게 하지에 관한 질문이 기자 회견에서 나오자, 스네이더르는 "그는 전설이었고, 저도 또한 전설이 되고 싶습니다." 라고 표의하였다. 이후, 그는 구단의 공식 방송 채널인 갈라타사라이 TV에 출연해, 갈라타사라이 이적과 사생활에 관한 질문들에 답하였다. 그는 갈라타사리 팬들에게 자신의 의사를 담은 각오를 밝혔다: "응원해주셔서 감사합니다. 저는 매우 자랑스럽고, 팬들을 더 자랑스럽게 하겠습니다. 저는 여기 오게 된 것이 기쁘고, 여러분 앞에서 펼칠 첫 경기가 기대됩니다."

#### 2012-13 시즌
1월 27일, 스네이더르는 베식타시와의 더비 경기에서 교체로 나와 2-1 승리를 도왔다. 스네이더르는 우미트 불루트와 교체되어 들어가면서 성대한 환영 인사를 받았다. 2월 25일, 4-2로 이긴 오르두스포르와의 홈경기에서 첫 골을 득점하였는데, 그는 팀이 2골차로 끌려가는 와중에 페널티 구역 가장자리에서 깔끔한 슛으로 득점하여, 팀의 반전을 끌어냈다. 2013년 4월 9일, 스네이더르는 친정팀 레알 마드리드와의 챔피언스리그 8강전에서 팀의 2번째 골을 넣어 3-2 승리를 도왔다. 2013년 5월 5일, 갈라타사라이는 시바스포르에게 2-1로 이겨 쉬페르리그 2012-13 우승을 거두었고, 그에 따라 스네이더르는 4개국의 리그를 우승한 선수가 되었다.

#### 2013-14 시즌
갈라타사라이의 첫 시즌에 등번호 14번을 사용했던 스네이더르는 쉬페르리그 2013-14를 앞두고 펠리피 멜루가 떠나면서 공석이 된 10번을 등번호 조정에 따라 달게 되었다. 2013년 12월 1일, 카슴파샤와 무승부를 거둔 경기에서 갈라타사라이의 공식 홈페이에서 언론인에게 스네이더르의 부재 요인에 대해 해명했지만, 로베르토 만치니 갈라타사라이 감독은 "스네이더르는 어디 있습니까?"라는 기자의 경기 후 질문에 "스네이더르는 떠났고, 그가 어디 갔는지 모릅니다." 라고 답하였다.
2013년 12월 1일, 스네이더르는 유벤투스와의 UEFA 챔피언스리그 경기에서 막판에 1-0 결승골을 기록하였고, 갈라타사라이는 토너먼트전 진출에 성공하였다. 2014년 2월 2일, 스네이더르는 부르사스포르와의 쉬페르리그 경기에서 해트트릭을 올려 6-0 승리의 주역이 되었다.

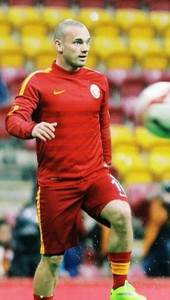
갈라타사라이 경기 전 훈련의 스네이더르

2014년 4월 6일, 그는 페네르바흐체와의 더비 홈경기에서 처음으로 득점하였는데, 그 골은 1-0 결승골이 되었다. 2014년 5월 7일, 스네이더르는 에스키셰히르스포르와의 튀르키예 쿠파스 결승전에서 70분에 팀의 1-0 결승골을 득점하였고, 그 활약에 힘입어 경기의 최우수 선수로 선정되었다.

#### 2014-15 시즌
스네이더르는 2014-15 시즌동안 10골을 넣었다. 대부분의 골이 팀의 승리에 결정적인 요인이 된 골들로, 그는 갈라타사라이가 리그 정상을 탈환하는데 있어 중요한 역할을 하였다. 5월 25일, 바샥셰히르가 페네르바흐체가 비기면서 갈라타사라이가 우승을 확정짓게 되었고, 스네이더르는 갈라타사라이 팬들과 함께 자신의 거처 앞마당에서 우승을 자축하였다. 공식 우승 자축연에서, 스네이더르는 갈라타사라이의 유명한 응원가인 "울지마 페네르"를 52,000명의 갈라타사라이 팬들 앞에서 마이크를 통해 불렀다.
스네이더르는 터키 땅을 밟은 이래 대륙간 더비에서 갈라타사라이의 가장 효율적인 선수들 중 한명이었다. 그는 페네르바흐체와 1년간 벌인 모든 경기를 통틀어 3골을 득점하였고, 갈라타사라이 소시오로 하여금 그를 클럽 전설로 명명하기에 손색이 없었다. 페네르바흐체와의 홈경기인 리그 6라운드 경기에서, 그는 88분과 90분에 장거리 슛을 성공시켰고, 갈라타사라이는 지긋지긋한 숙적을 상대로 승리를 챙길 수 있었다. 리그와 컵대회를 종합해서 그는 6번의 장거리 득점과 3번의 프리킥 골을 성공시켰다. 겐츨레비를리이와의 리그 32라운드 경기는 스네이더르의 100번째 갈라타사라이 경기였는데, 그는 이 경기의 1-0 결승골을 뽑아내어 팀이 시즌 처음으로 선두로 오를 수 있게 하였다.
튀르키예 쿠파스 2014-15에서, 그는 3골 3어시스트로 소속팀의 결승행에 공을 세웠다. 갈라타사라이는 6월 3일, 부르사 아타튀르크 경기장에서 열린 결승전에서 부르사스포르를 맞이하여 3-2로 이겼다. 스네이더르는 첫 번째 골을 도왔고, 그의 도움을 받은 부라크 이을마즈는 해트트릭을 완성시켰다.
갈라타사라이는 같은 시즌 챔피언스리그에서 조별 리그 탈락의 고배를 마셨는데, 스네이더르는 홈에서 아스널을 상대로 막판에 프리킥을 성공시켰고, 1도움도 추가했었다. 스네이더르는 현재 갈라타사라이의 부주장을 맡고 있다.

#### 2015-16 시즌
스네이더르는 8월 18일 레알 마드리드와의 제35회 트로페오 산티아고 베르나베우 경기에서 득점하는 것으로 시작하였다. 경기는 팀의 1-2 패배로 끝났다.
코니아스포르와의 쉬페르리그 2015-16 3라운드 원정 경기에서, 팀이 67분에 리오넬 카롤의 퇴장으로 수적 열세에 몰린 상황에서 스네이더르는 후반전에 2골을 득점하였고 팀은 4-1로 승리하였다.
10월 3일, 스네이더르는 갈라타사라이와의 계약 기간을 3년 연장하였다. 그는 계약 자체만으로 €1.3M의 사이닝 보너스를 지급받았고, 2016-17 시즌과 2017-18 시즌의 급여는 최소 €3.2M으로 상향되었고, 성과에 따라 다양한 보너스도 지급 받을 예정이다.

## 국가대표팀 경력

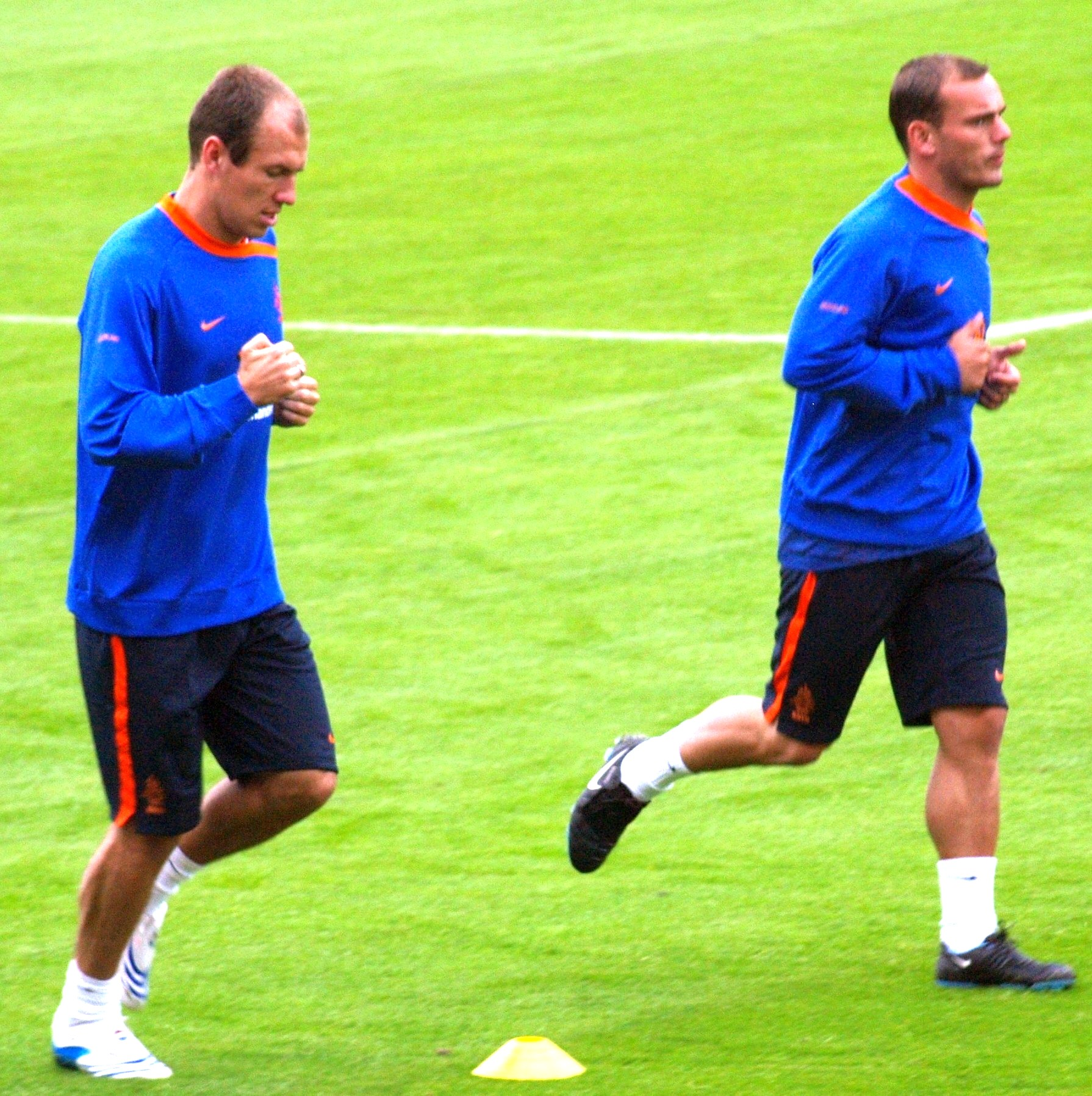
2008년, 네덜란드 국가대표팀 훈련의 아르연 로번과 스네이더르 (오른쪽)

스네이더르는 2003년 3월 28일, 체코를 상대로 네덜란드 U-21 국가대표팀 경기에 첫 선을 보였다. 그의 첫 네덜란드 성인 국가대표팀 경기 상대는 포르투갈로 같은 해 4월 30일에 신고식을 치렀고, 성인 국가대표팀 최연소 데뷔 선수 목록의 8번째에 이름을 올렸다.

### UEFA 유로 2004
스네이더르는 4강에 진출한 네덜란드의 UEFA 유로 2004 선수단 일원이었다. 그는 대회 초기에는 주로 벤치에서 대기했었고, 조별 리그 2경기에서 교체로 출전하였다: 그는 독일과의 조별 리그 1차전과 라트비아와의 3차전에 필드를 밟았다. 그는 예선전에서 2골을 공헌하기도 했다.

### 2006년 FIFA 월드컵

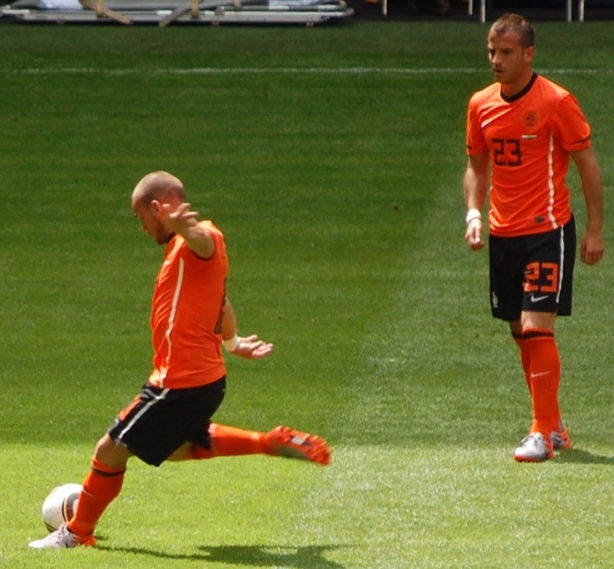
스네이더르가 프리킥을 차는 와중에 라파엘 판 데르 파르트가 주시하고 있다.

스네이더르는 독일에서 열린 2006년 FIFA 월드컵에서 네덜란드의 4경기에 모두 출전하였다. 포르투갈과의 16강전 ("뉘른베르크의 전투"로 명명된 경기)에서 역대 최다인 16장의 옐로카드가 나왔는데 그도 포르투갈의 미드필더 프티를 양국 선수들의 패싸움 과정에서 바닥으로 밀치는 바람에 한장의 옐로카드를 받았다. 네덜란드는 이 경기에서 0-1로 패하였다.

### UEFA 유로 2008
UEFA 유로 2008을 앞두고 스네이더르는 5월 31일, 웨일스와의 친선전에서 프리킥을 성공시켜 두 차례 연속으로 직접 프리킥으로 득점하는 기록을 세웠다. 경기는 레알 마드리드 팀동료 아르연 로번이 한 골을 터뜨리면서 2-0 완승으로 결론지어졌다. 히오바니 판 브론크호르스트가 골문 앞에서 걷어낸 후, 스네이더르가 디르크 카위트가 머리로 내어준 패스를 받아 잔루이지 부폰을 지나치는 강력한 발리슛으로 꽂아넣었다. 이 골로 네덜란드는 뤼트 판 니스텔로이가 선제골을 넣은지 겨우 5분만에 2-0으로 앞서나갔다. 경기는 에드빈 판 데르 사르가 여러 차례 결정적인 선방을 한 후 판 브론크호르스트가 이탈리아 진영으로 파고 들어가 3번째 골을 성공시키는 것으로 네덜란드의 3-0 압승으로 끝났다. 스네이더르의 골은 네덜란드가 이탈리아를 상대로 30년만에 승리를 챙길 수 있게 되었고, 이탈리아는 1983년 스웨덴에 같은 점수차로 패한 이래 역대 최다 점수차 패배를 당했다.
스네이더르는 대회 최고의 골들 중 하나를 넣는 것으로 24번째 생일을 자축했다; UEFA 유로 2008에서 2년 전에 FIFA 월드컵을 우승한 이탈리아를 맞이하여 31분에 팀의 2번째 득점을 성공시켰다. 다수의 팬들과 평론가들은 그의 득점이 대회 최고의 골들 중 하나라고 이구동성으로 평가했다. 6월 13일, 그는 이어지는 프랑스와의 UEFA 유로 2008 조별 리그 2차전에서 오라녜의 득점을 또 올렸다: 92분, 페널티 구역 밖에서, 스네이더르는 골문 구석으로 공을 차 넣었고, 골대를 강타한 뒤 그대로 빨려들어갔다. 네덜란드는 이번에 4-1로 크게 이겼다. 비록 네덜란드는 러시아와의 8강전에서 패하였으나, 스네이더르는 강인한 인상을 남긴 활약으로 대회의 팀의 일원으로 선정되었다.

### 2010년 FIFA 월드컵

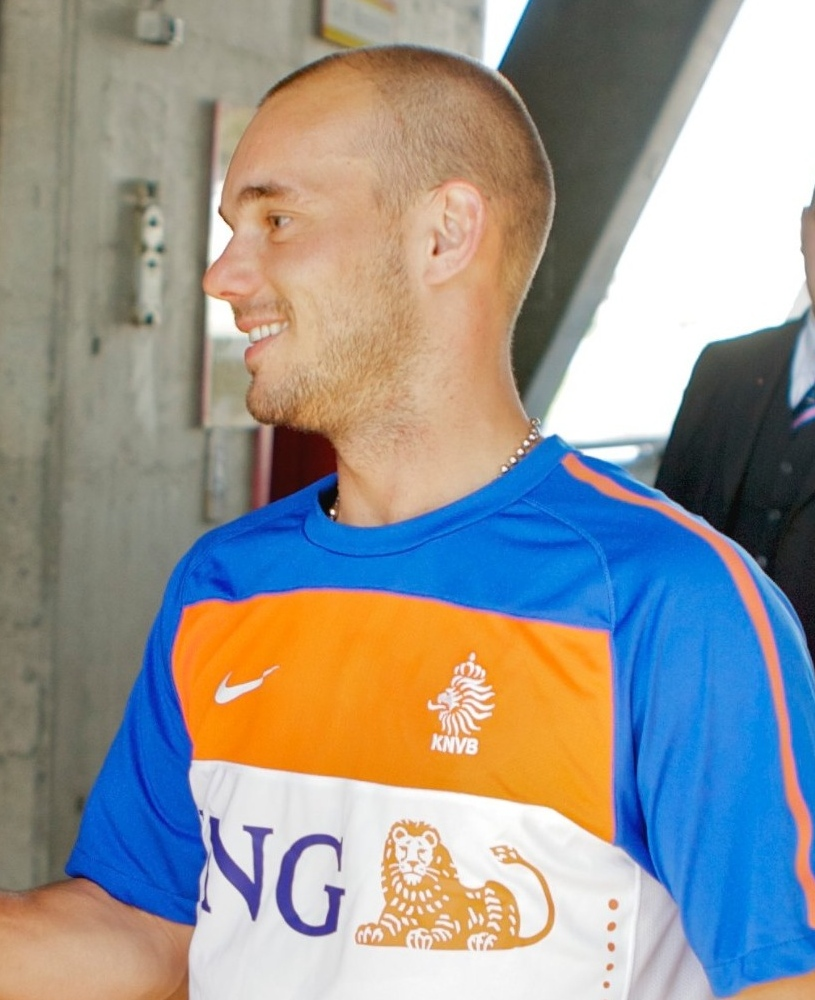
남아프리카 공화국 출국을 앞두고 촬영에 응한 네덜란드 국가대표팀의 스네이더르

스네이더르는 2-0으로 이긴 덴마크와의 대회 첫 경기에 선발로 섰다. 그는 일본전에서 1-0 결승골을 뽑아내기도 했다. 스네이더르는 2010년 FIFA 월드컵의 조별 리그 처음 두 경기에서 모두 최우수 선수로 선정되었다. 네덜란드와 슬로바키아간의 16강전 경기에서, 스네이더르는 1골을 추가하여 2-1 승리에 일조하였다. 그는 브라질과의 8강전에서 본래 도움로 기록된 것이 나중에 득점으로 수정되었다. 그는 데뷔 이래 처음으로 머리로 골을 넣어 브라질에 2-1 역전승을 거두었고, 자신의 득점 횟수를 4회로 늘렸다. 스네이더르는 FIFA의 홈페이지에 최우수 선수로 또다시 명명되었다.
우루과이와의 준결승전에도 스네이더르는 70분에 또 한 골을 넣어 이 대회에서만 5골을 넣게 되었고, 최다 득점 횟수를 기준으로 스페인의 다비드 비야와 1위로 동률을 이루었다. 네덜란드는 이 경기에서 3-2로 이겨 결승전으로 나아갔다. 스네이더르는 또다시 온라인 투표를 통해 FIFA 홈페이지에 버드와이저 최우수 선수로 선정되었다. FIFA 월드컵 결승전에서 네덜란드는 스페인과 연장전까지 가는 접전을 펼쳤으나, 116분에 안드레스 이니에스타에게 결승골을 실점하여 0-1로 패하여 네덜란드는 준우승에 머물렀다.

### UEFA 유로 2012
UEFA 유로 2012에서 네덜란드는 덴마크, 독일, 그리고 포르투갈과 함께 "죽음의 조" B조에 편성되었다. 스네이더르는 덴마크와 독일과의 경기에서 네덜란드의 공격형 미드필더로 배치되었으나, 각각 0-1, 1-2로 패하였다. 포르투갈전에서도 1-2로 패하였는데, 스네이더르는 왼쪽 측면으로 이동했지만 네덜란드의 UEFA 유로 2012 조기 탈락을 막지 못하였다.

### 2014년 FIFA 월드컵
2012년 8월, 마르크 판 보멀의 은퇴로, 스네이더르가 네덜란드의 주장 완장을 찼다. 1년이 지나지도 않아, 그의 직위는 루이스 판 할 감독에 의해 로빈 판 페르시에게 넘어갔다.
스네이더르는 2014년 FIFA 월드컵에 참가할 네덜란드의 최종 엔트리에 이름을 올렸고, 6월 13일 전 대회 우승팀 스페인과의 경기에서 100번째 출전 기록을 세웠고, 5-1 대승에도 한몫하였다. 스네이더르는 이어지는 16강전에서 88분에 팀의 극적인 동점골을 성공시켰고, 네덜란드는 포르탈레자에서 멕시코에게 0-1로 밀리다가 2-1로 이겼다.
8강전은 승부차기 끝에 승패가 가려졌는데, 스네이더르는 네덜란드의 3번째 주자로 나와 골을 넣어 코스타리카를 침몰시켰다. 아르헨티나와의 준결승전 역시 승부차기로 승패가 갈렸고, 스네이더르의 슛은 세르히오 로메로의 골키퍼에 막힌 두 번의 슛 중 한번을 기록하였고, 팀은 2-4로 졌다. 스네이더르는 브라질과의 3위 결정전에서 선발로 출전할 계획이었으나, 경기를 앞두고 부상하면서 그의 자리는 요나탄 더휘즈만이 대신하였다.

### 국가대표팀 득점 기록
아래의 점수에서 왼쪽의 점수가 네덜란드의 점수이다.
| 골  | 날짜             | 경기장                                                   | 상대           | 점수 | 결과 | 대회                      |
| --- | ---------------- | -------------------------------------------------------- | -------------- | ---- | ---- | ------------------------- |
| 1.  | 2003년 10월 11일 | 필립스 스타디온, 에인트호번, 네덜란드                    | 몰도바         | 2–0  | 5–0  | UEFA 유로 2004 예선전     |
| 2.  | 2003년 11월 19일 | 암스테르담 아레나, 암스테르담, 네덜란드                  | 스코틀랜드     | 1–0  | 6–0  | UEFA 유로 2004 예선전     |
| 3.  | 2004년 8월 18일  | 로순다 스타디온, 스톡홀름, 스웨덴                        | 스웨덴         | 1–1  | 2–2  | 친선경기                  |
| 4.  | 2004년 6월 8일   | 암스테르담 아레나, 암스테르담, 네덜란드                  | 핀란드         | 1–1  | 3–1  | 2006년 FIFA 월드컵 예선전 |
| 5.  | 2004년 8월 17일  | 에스타디 올림픽 류이스 콤파니스, 바르셀로나, 스페인      | 안도라         | 3–0  | 3–0  | 2006년 FIFA 월드컵 예선전 |
| 6.  | 2007년 3월 24일  | 암스테르담 아레나, 암스테르담, 네덜란드                  | 러시아         | 2–0  | 4–1  | 친선경기                  |
| 7.  | 2007년 9월 8일   | 암스테르담 아레나, 암스테르담, 네덜란드                  | 불가리아       | 1–0  | 2–0  | UEFA 유로 2008 예선전     |
| 8.  | 2007년 10월 17일 | 필립스 스타디온, 에인트호번, 네덜란드                    | 슬로베니아     | 1–0  | 2–0  | UEFA 유로 2008 예선전     |
| 9.  | 2008년 5월 1일   | 더 카위프, 로테르담, 네덜란드                            | 웨일스         | 2–0  | 2–0  | 친선경기                  |
| 10. | 2008년 6월 9일   | 스타드 드 스위스, 베른, 스위스                           | 이탈리아       | 2–0  | 3–0  | UEFA 유로 2008            |
| 11. | 2008년 6월 13일  | 스타드 드 스위스, 베른, 스위스                           | 프랑스         | 4–1  | 4–1  | UEFA 유로 2008            |
| 12. | 2009년 5월 9일   | 더 흐롤스 페스터, 엔스헤데, 네덜란드                     | 일본           | 2–0  | 3–0  | 친선경기                  |
| 13. | 2010년 6월 1일   | 더 카위프, 로테르담, 네덜란드                            | 가나           | 3–1  | 4–1  | 친선경기                  |
| 14. | 2010년 6월 5일   | 암스테르담 아레나, 암스테르담, 네덜란드                  | 헝가리         | 2–1  | 6–1  | 친선경기                  |
| 15. | 2010년 6월 19일  | 모지스 마비다 스타디움, 더반, 남아프리카 공화국          | 일본           | 1–0  | 1–0  | 2010년 FIFA 월드컵        |
| 16. | 2010년 6월 28일  | 모지스 마비다 스타디움, 더반, 남아프리카 공화국          | 슬로바키아     | 2–0  | 2–1  | 2010년 FIFA 월드컵        |
| 17. | 2010년 7월 2일   | 넬슨만델라베이 경기장, 포트엘리자베스, 남아프리카 공화국 | 브라질         | 1–1  | 2–1  | 2010년 FIFA 월드컵        |
| 18. | 2010년 7월 2일   | 넬슨만델라베이 경기장, 포트엘리자베스, 남아프리카 공화국 | 브라질         | 2–1  | 2–1  | 2010년 FIFA 월드컵        |
| 19. | 2010년 7월 6일   | 그린 포인트 스타디움, 케이프타운, 남아프리카 공화국      | 우루과이       | 2–1  | 3–2  | 2010년 FIFA 월드컵        |
| 20. | 2011년 2월 9일   | 필립스 스타디온, 에인트호번, 네덜란드                    | 오스트리아     | 1–0  | 3–1  | 친선경기                  |
| 21. | 2011년 3월 29일  | 암스테르담 아레나, 암스테르담, 네덜란드                  | 헝가리         | 2–2  | 5–3  | UEFA 유로 2012 예선전     |
| 22. | 2011년 9월 3일   | 필립스 스타디온, 에인트호번, 네덜란드                    | 산마리노       | 2–0  | 11–0 | UEFA 유로 2012 예선전     |
| 23. | 2011년 9월 3일   | 필립스 스타디온, 에인트호번, 네덜란드                    | 산마리노       | 10–0 | 11–0 | UEFA 유로 2012 예선전     |
| 24. | 2012년 6월 2일   | 암스테르담 아레나, 암스테르담, 네덜란드                  | 북아일랜드     | 2–0  | 6–0  | 친선경기                  |
| 25. | 2013년 6월 11일  | 노동자 경기장, 베이징, 중화인민공화국                    | 중화인민공화국 | 2–0  | 2–0  | 친선경기                  |
| 26. | 2013년 10월 15일 | 쉬크뤼 사라졸루 스타디움, 이스탄불, 터키                 | 튀르키예       | 2–0  | 2–0  | 2014년 FIFA 월드컵 예선전 |
| 27. | 2014년 6월 29일  | 이스타지우 카스텔랑, 포르탈레자, 브라질                  | 멕시코         | 1–1  | 2–1  | 2014년 FIFA 월드컵        |
| 28. | 2014년 11월 12일 | 암스테르담 아레나, 암스테르담, 네덜란드                  | 멕시코         | 1–1  | 2–3  | 친선경기                  |
| 29. | 2015년 10월 10일 | 아스타나 아레나, 아스타나, 카자흐스탄                    | 카자흐스탄     | 2–0  | 2–1  | UEFA 유로 2016 예선전     |
| 30. | 2016년 9월 6일   | 프렌즈 아레나, 솔나, 스웨덴                              | 스웨덴         | 1–1  | 1–1  | 2018년 FIFA 월드컵 예선전 |
| 31. | 2017년 6월 9일   | 더 카위프, 로테르담, 네덜란드                            | 룩셈부르크     | 2–0  | 5–0  | 2018년 FIFA 월드컵 예선전 |

## 경력 통계

### 클럽
2018년 12월 6일 기준.
| 클럽             | 시즌      | 리그 | 리그 | 컵   | 컵 | 리그컵1 | 리그컵1 | 유럽2 | 유럽2 | 기타3 | 기타3 | 합계 | 합계 |
| 클럽             | 시즌      | 출장 | 골   | 출장 | 골 | 출장    | 골      | 출장  | 골    | 출장  | 골    | 출장 | 골   |
| ---------------- | --------- | ---- | ---- | ---- | -- | ------- | ------- | ----- | ----- | ----- | ----- | ---- | ---- |
| 아약스           | 2002-03   | 17   | 4    | 3    | 1  | —       | —       | 3     | 0     | —     | —     | 23   | 5    |
| 아약스           | 2003-04   | 30   | 9    | 1    | 0  | —       | —       | 7     | 1     | —     | —     | 38   | 10   |
| 아약스           | 2004-05   | 30   | 7    | 3    | 1  | —       | —       | 7     | 0     | 1     | 1     | 41   | 9    |
| 아약스           | 2005-06   | 19   | 5    | 3    | 2  | —       | —       | 7     | 4     | 2     | 1     | 31   | 12   |
| 아약스           | 2006-07   | 30   | 18   | 4    | 1  | —       | —       | 9     | 1     | 4     | 2     | 47   | 22   |
| 아약스           | 합계      | 126  | 43   | 14   | 5  | —       | —       | 33    | 6     | 7     | 4     | 180  | 58   |
| 레알 마드리드    | 2007-08   | 30   | 9    | 2    | 0  | —       | —       | 5     | 0     | 1     | 0     | 38   | 9    |
| 레알 마드리드    | 2008-09   | 22   | 2    | 2    | 0  | —       | —       | 4     | 0     | 0     | 0     | 28   | 2    |
| 레알 마드리드    | 합계      | 52   | 11   | 4    | 0  | —       | —       | 9     | 0     | 1     | 0     | 66   | 11   |
| 인테르나치오날레 | 2009-10   | 26   | 4    | 4    | 1  | —       | —       | 11    | 3     | —     | —     | 41   | 8    |
| 인테르나치오날레 | 2010-11   | 25   | 4    | 2    | 0  | —       | —       | 9     | 3     | 3     | 0     | 39   | 7    |
| 인테르나치오날레 | 2011-12   | 20   | 4    | 2    | 0  | —       | —       | 5     | 0     | 1     | 1     | 28   | 5    |
| 인테르나치오날레 | 2012-13   | 5    | 1    | 0    | 0  | —       | —       | 3     | 1     | —     | —     | 8    | 2    |
| 인테르나치오날레 | 합계      | 76   | 13   | 8    | 1  | —       | —       | 28    | 7     | 4     | 1     | 116  | 22   |
| 갈라타사라이     | 2012-13   | 12   | 3    | —    | —  | —       | —       | 4     | 1     | —     | —     | 16   | 4    |
| 갈라타사라이     | 2013-14   | 28   | 12   | 6    | 3  | —       | —       | 7     | 2     | 1     | 0     | 42   | 17   |
| 갈라타사라이     | 2014-15   | 31   | 10   | 6    | 3  | —       | —       | 6     | 1     | 1     | 0     | 44   | 14   |
| 갈라타사라이     | 2015-16   | 25   | 5    | 6    | 1  | —       | —       | 8     | 0     | 1     | 0     | 40   | 6    |
| 갈라타사라이     | 2016-17   | 28   | 5    | 4    | 0  | —       | —       | —     | —     | 1     | 0     | 31   | 5    |
| 갈라타사라이     | 합계      | 124  | 35   | 22   | 7  | —       | —       | 25    | 4     | 4     | 0     | 175  | 46   |
| 니스             | 2017-18   | 5    | 0    | 0    | 0  | 0       | 0       | 3     | 0     | —     | —     | 8    | 0    |
| 알가라파         | 2017-18   | 11   | 9    | 0    | 0  | —       | —       | 6     | 2     | —     | —     | 17   | 11   |
| 알가라파         | 2018-19   | 11   | 6    | 1    | 1  | —       | —       | —     | —     | —     | —     | 12   | 7    |
| 알가라파         | 합계      | 22   | 15   | 1    | 1  | —       | —       | 6     | 2     | —     | —     | 29   | 18   |
| 경력 합계        | 경력 합계 | 405  | 117  | 49   | 14 | 0       | 0       | 104   | 19    | 16    | 5     | 574  | 155  |

1 쿠프 드 라 리그 경기 포함.
2 UEFA 챔피언스리그, UEFA 유로파리그 경기 포함.
3 요한 크라위프 스할, 에레디비시 플레이오프전, 수페르코파 데 에스파냐, 수페르코파 이탈리아나, 터키 슈퍼컵, UEFA 슈퍼컵, FIFA 클럽 월드컵 등의 기타 대회 기록을 포함한다.

### 국가대표팀
2018년 9월 6일 기준.
| 네덜란드 국가대표팀 | 네덜란드 국가대표팀 | 네덜란드 국가대표팀 |
| 연도                | 출장                | 골                  |
| ------------------- | ------------------- | ------------------- |
| 2003                | 3                   | 2                   |
| 2004                | 14                  | 3                   |
| 2005                | 3                   | 0                   |
| 2006                | 10                  | 0                   |
| 2007                | 11                  | 3                   |
| 2008                | 10                  | 3                   |
| 2009                | 7                   | 1                   |
| 2010                | 15                  | 7                   |
| 2011                | 7                   | 4                   |
| 2012                | 10                  | 1                   |
| 2013                | 6                   | 2                   |
| 2014                | 15                  | 2                   |
| 2015                | 9                   | 1                   |
| 2016                | 6                   | 1                   |
| 2017                | 7                   | 1                   |
| 2018                | 1                   | 0                   |
| 합계                | 134                 | 31                  |

## 플레이 스타일
창의적이고 다재다능한 미드필더로, 스네이더르는 2010년대의 고전적 플레이메이커로 분류된다. 흠잡을 데 없는 지위와 프리킥으로 득점할 수 있는 확실한 능력으로 스네이더르는 데드볼 전문가로써 명성을 얻었다. 비교적 작은 신장에, 그는 공을 지니고 있을 때 빠르고 강인하며, 패스 사거리는 양발을 자유자재로 사용할 수 있어 더욱 범위가 넓다; 그는 장거리에서 어느 발로든 슛을 날릴 수 있다. 넓은 시야와 동료에 기회를 창출하는 것 외에도 스네이더르는 축구 지능과 높은 기술적 능력으로도 알려져 있다. 비록 그는 선호하는 공격수 뒤의 공격형 미드필더로 프로 무대에 첫 선을 보였으나, 그는 여러 미드필더 포지션으로 기용 가능하며 윙어로나 앞쪽에 2선 공격수나 스트라이커로도 배치 할 수 있다; 근래에 들어, 그는 주로 중앙이나 후방 미드필더로 배치해 중원에서 패스 능력으로 팀의 속도를 조율할 수 있지만, 그는 이 위치를 선호하지 않는다고 표의하였다. 2010년 FIFA 월드컵 당시, 그는 나중에 가짜 10번 혹은 중앙 윙어로 묘사될 전혀 다른 위치에 배치되었는데, 이는 스네이더르가 공을 잡았을 때 중앙에서 넓은 위치로 나가려는 경향에서 나온 배치였다. 그의 재능에도 불구하고 그는 한정된 수비적인 역량으로 비판을 받은 바 있으며, 속도의 부재와 잦은 부상도 그의 문제로 지적되었다.

## 개인사
스네이더르는 네덜란드계 스페인인 배우이자 사회자인 욜란테 카바우 판 카스베르헨을 2010년 7월에 배우자로 맞이하였다; 그 전에 그는 기혼 상태였고, 그 슬하에 1남을 두고 있었다. 그의 아내와 인테르나치오날레 팀동료인 하비에르 사네티의 권유로, 스네이더르는 천주교로 개종하여 밀라노에서 세례를 받았다.
스네이더르는 형과 동생이 한명씩 있다: 형 예프레이는 은퇴한 축구 선수이며, 동생 로드네이는 스코틀랜드 클럽 던디 유나이티드 소속이다. 2008년 5월, 스네이더르는 당시 자신의 소속팀이었던 레알 마드리드로 동생 로드네이가 이적하는 것을 막았다고 보도되었다. 이에 베슬레이 스네이더르는 "레알 마드리드는 로드네이 영입을 원했고, 저는 이에 만족했습니다. 그러나 제가 [이 사실을] 알았을 때, 저는 이에 대한 언급을 그만 두었습니다. 저는 유망주들이 무턱대고 최상위 구단으로 이동하려 하곤 하는 것에 지지하지 않습니다. 저는 그에게 아약스에서 도약 할 필요가 있다고 말해 두었습니다.
테살로니키의 라디오 방송 인터뷰에서, 스네이더르의 동생 로드네이가 자신과 베슬레이 스네이더르와 (그들의 형 예프레이와 함께) 함께 그리스 혈통을 지니고 있다고 확인시켰는데, 그들의 친할머니가 카발라 출신으로 제2차 세계 대전 당시 위트레흐트로 이주한 데 있었다.

## 투표로 얻은 상
2008년 10월, 네덜란드의 푸트발 인테르나시오날지는 네덜란드에서 가장 프리킥을 잘 차는 사람은 누구인가를 투표 주제로 삼았다. 스네이더르는 70%로 압도적인 득표율을 보였는데, 한편 로빈 판 페르시는 21%의 득표율을 보였고, 3위인 클라스-얀 휜텔라르는 3% 득표에 그쳤다. 그는 골닷컴에 의해 2009-10 시즌 최우수 선수로도 선정되었다.

## 수상
아약스
- 에레디비시: 2003-04

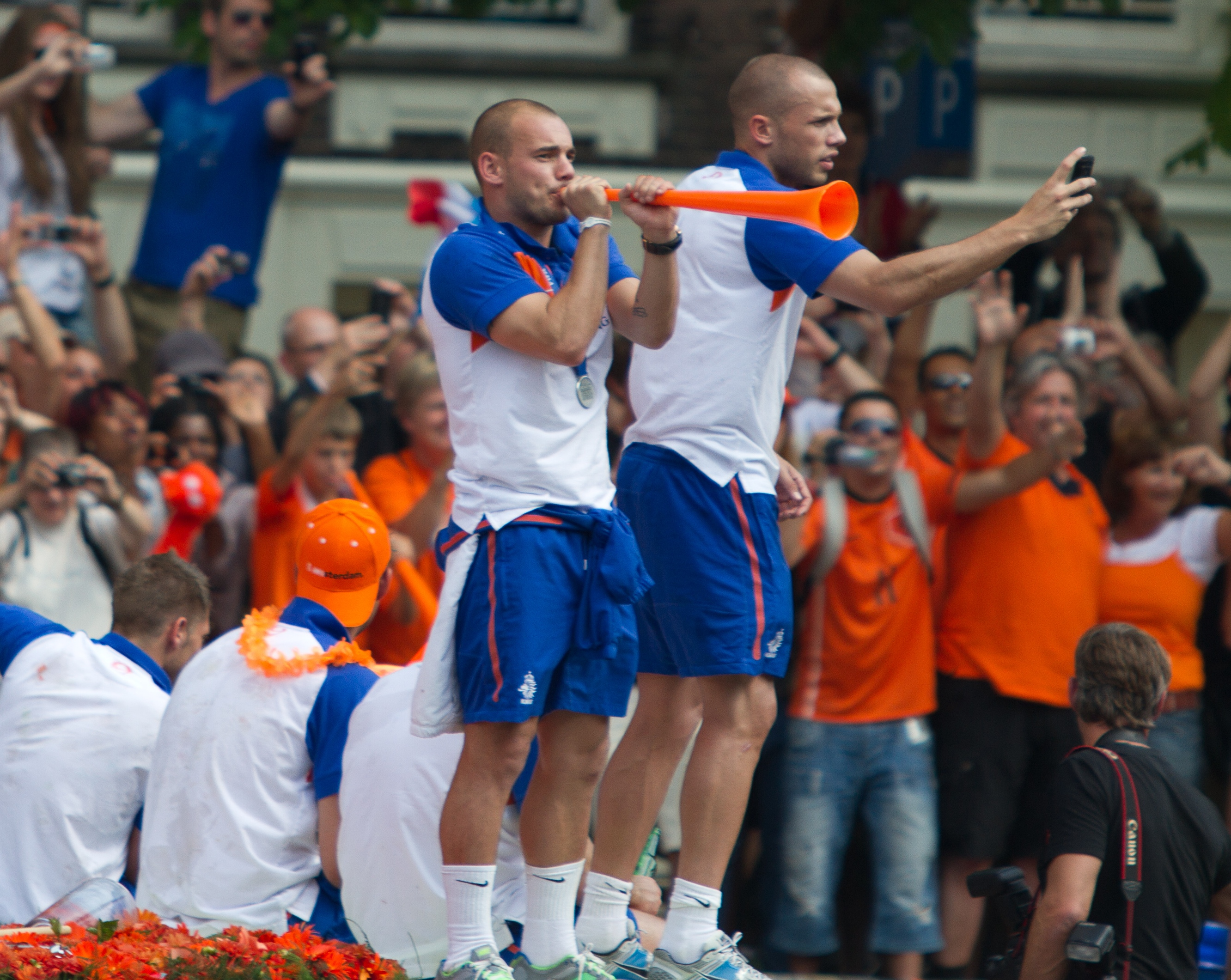
스네이더르 (왼쪽, 부부젤라를 쥐고) 와 욘 헤이팅아는 아약스 팀동료였다

- KNVB컵: 2005-06, 2006-07
- 요한 크라위프 스할: 2006

레알 마드리드
- 라리가: 2007-08
- 수페르코파 데 에스파냐: 2008

인테르나치오날레
- 세리에 A: 2009-10
- 코파 이탈리아: 2009-10, 2010-11
- 수페르코파 이탈리아나: 2010
- UEFA 챔피언스리그: 2009-10
- FIFA 클럽 월드컵: 2010

갈라타사라이
- 쉬페르리그: 2012-13, 2014-15
- 튀르키예 쿠파스: 2013-14, 2014-15, 2015-16
- TFF 쉬페르 쿠파: 2013, 2015, 2016

알가라파
- 카타르 스타스 컵: 2018-19

 네덜란드

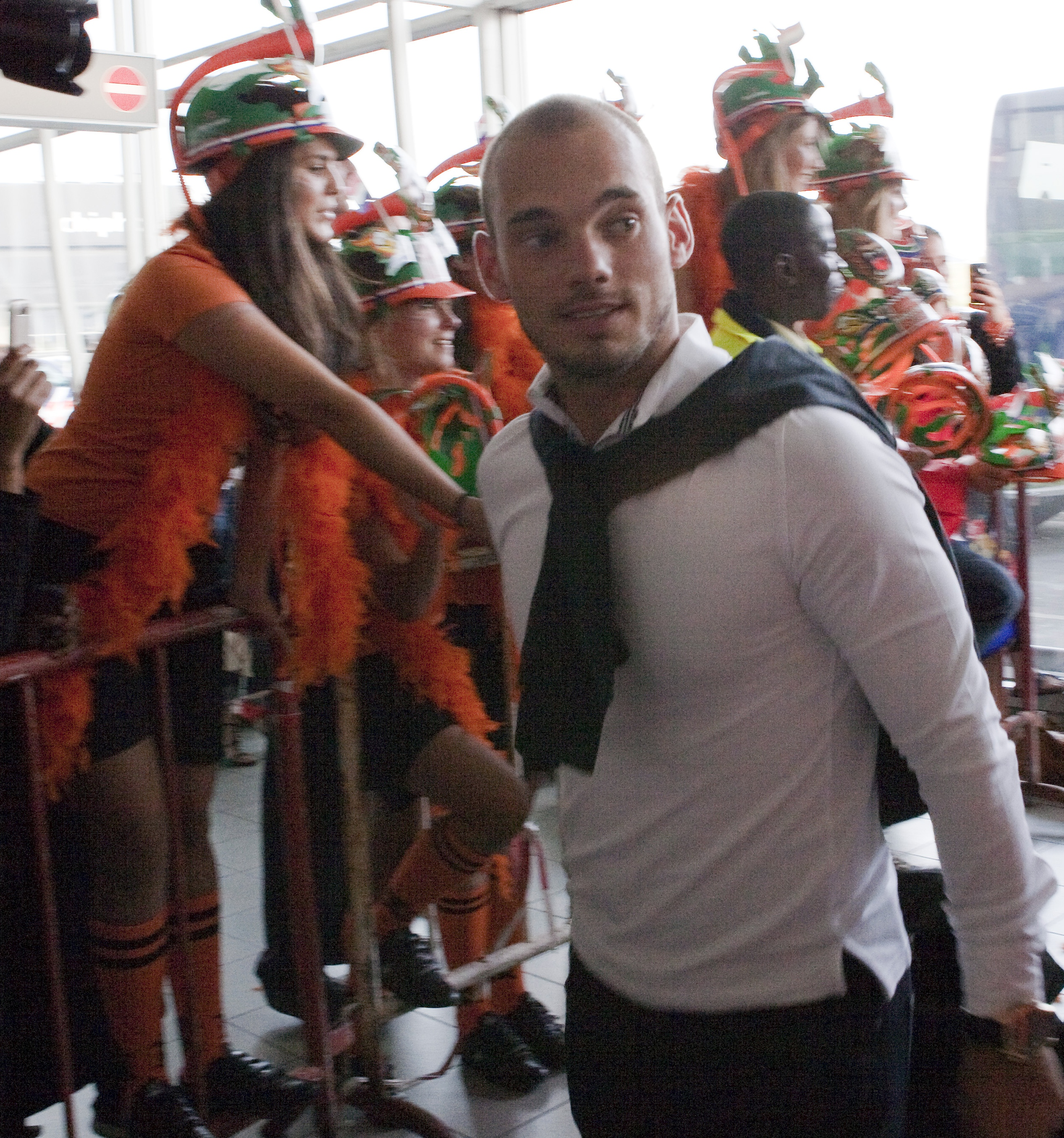
FIFA 월드컵 치르기 위해 출국을 앞둔 스히폴의 스네이더르

- FIFA 월드컵 : 준우승 (2010), 3위 (2014)[104]

### 개인
- FIFA 발롱도르 4위 : 2010
- 아약스 미래의 재능: 2002
- 아약스 올해의 선수: 2007
- 네덜란드 올해의 선수 : 2004
- UEFA 챔피언스리그 최다 도움: 2009–10
- 2010 UEFA 챔피언스리그 결승전 팬 선정 최우수 선수
- UEFA 클럽 풋볼 어워드 : 최우수 미드필더상 (2009-10)
- UEFA 올해의 팀 : 2010
- FIFA/FIFPro 월드 베스트 XI : 2010
- ESM 올해의 팀: 2009-10
- 쉬페르리그 도움왕 : 2014-15
- 쉬페르리그 올해의 팀 : 2014-15
- 쉬페르리그 최우수 용병 : 2014-15
- 인테르 명예의 전당 : 2021

#### 국가대표
- FIFA 월드컵 : 실버볼[105], 브론즈 부트[105], 올스타 팀[106], 드림팀 (이상 2010)
- UEFA 유로 2008 최다 도움, 올스타팀[107], 대회 최고의 골 (프랑스전)[108] (이상 2008)
- UEFA 유로 2008 맨 오브 더 매치 : vs. 이탈리아, vs. 프랑스 (이상 조별리그)
- 2010년 FIFA 월드컵 맨 오브 더 매치 : vs. 덴마크, vs. 일본 (이상 조별리그), vs. 브라질 (8강전), vs. 우루과이 (준결승전)[109]

## 같이 보기
- A매치 100경기 이상 출전한 축구 선수 명단